# 沈洪兵
沈洪兵（1964年5月29日—），中华人民共和国政治人物、流行病学家，生于江苏启东，曾任南京医科大学校长、教授等职务，现任中华人民共和国国家卫生健康委员会副主任、国家疾病预防控制局局长、中国工程院院士。

## 生平
1986年6月加入中国共产党。1986年和1989年分获南京医科大学预防医学专业学士学位和流行病学专业硕士学位。1999年毕业于上海医科大学流行病学专业，获博士学位。2014年4月任南京医科大学校长、党委副书记。2021年4月出任新成立的国家疾病预防控制局副局长。2022年7月26日兼任中国疾病预防控制中心主任。2024年9月，出任中华人民共和国国家卫生健康委员会副主任，同时兼任国家疾病预防控制局局长。